# Barão de Balsemão
Barão de Balsemão é um título nobiliárquico criado por D. Maria II de Portugal, por Decreto de 31 de Maio de 1847, em favor de José Alvo Brandão Pinto de Sousa Coutinho, oficial da Armada e administrador colonial. Terceiro filho do 2.º Visconde de Balsemão de juro e herdade e com Honras de Grandeza, recebeu o título de Barão pelos méritos alcançados na administração colonial de Angola e Moçambique.

## Barão de Balsemão (1847)

### Titular
1. José Alvo Brandão Pinto de Sousa Coutinho, 1.º Barão de Balsemão

### Armas
Um escudo; em campo de prata cinco crescentes vermelhos em aspa. — Timbre — um leão de prata com a língua e unhas vermelhas, tendo na espada um crescente.